# Ону, Александр Михайлович
Александр Михайлович Ону (1865—1935) — российский историк; в 1917 году — генеральный консул в Лондоне; действительный статский советник. Старший брат Константина и Андрея Михайловичей Ону.

## Биография
Родился 19 апреля (1 мая) 1865 года в семье Михаила Константиновича Ону. 
Окончив курс в гимназии при Санкт-Петербургском историко-филологическом институте с серебряной медалью в 1883 году, поступил на историко-филологический факультет Санкт-Петербургского университета, где под руководством В. Г. Васильевского и Н. И. Кареева занимался всеобщей историей. По окончании курса в 1889 году поступил на службу в канцелярию Государственного совета, где в 1908 году был назначен помощником статс-секретаря. 
С 1890 года он состоял действительным членом Исторического общества при Петербургском университете; в 1895 году был библиотекарем общества, а с 1897 года — помощник его председателя, Н. И. Кареева, и секретарь общества.
Ещё в университете начал изучать историю французских революций, занимался в Париже — в Национальной библиотеке и в Национальном архиве, и результаты своих исследований стал печатать в разных периодических изданиях (в «Журнале министерства народного просвещения», «Русском Богатстве» и «La Revolution Francaise». В 1908 году вышла его книга о Великой французской революции «Выборы во Франции в 1789 году и наказы третьего сословия с точки зрения их соответствия истинному настроению страны. Часть первая. Опыт установления метода исследования и критика наказов как исторического источника», (СПб., 1908. — 718 с.) за которую Академия наук присудила ему, по отзыву И. В. Лучицкого, Ахматовскую премию.
В 1910 году начал преподавать в Александровском лицее.
С 1916 года Александр Михайлович Ону состоял в числе приват-доцентов Петроградского университета; читал на историко-филологическом факультете курс «Борьба за государственное и национальное единство Франции в эпоху революционных войн конца XVIII века».
В марте 1917 года он был назначен помощником управляющего делами Временного правительства В. Д. Набокова, а в июле был направлен в качестве генерального консула в Лондон. После Октябрьской революции он отказался сотрудничать с советской властью и продолжал руководить русским консульством до его закрытия в 1923 году. После этого занялся преподавательской деятельностью: вёл занятия по истории России и Франции в Кембридже, Лондонском Политехническом институте, лондонской Школе изучения славянства и Восточной Европы; в 1925–1927 гг. выступал с лекциями по истории Французской революции и русского революционного движения в Парижском университете. В это время он обратился к мемуарному наследию графа Н. П. Игнатьева («Slavonic review», 1931 и 1932 гг.), показав его «важнейшую роль в решении славянского вопроса на Балканах, его вклад в обретение балканскими народами независимости от османского господства». 
В 1995 году вышла его книга «Загадки русского сфинкса». (М.: Издательство «Ось-89», 1995. — 112 с.)